# Северный промышленный (Екатеринбург)
Се́верный промы́шленный  — жилой район Железнодорожного и Орджоникиздевского административных районов Екатеринбурга.

## История
В состав Северного промышленного района вошли складской завокзальный район, бывший посёлок Красная Нива, бывший Первый и Второй крестьянские посёлки, бывший посёлок Старый экскаваторный (барачный), бывший Рабочий посёлок УЗТМ, дома Трансстроя, Станкопосёлок, бывший Новый посёлок.
В настоящее время в обиходе название района практически не употребляется, что, возможно, связано с незначитальным количеством жилой застройки в районе. Как правило, территории, относящиеся к Северному промышленному району, ассоциируют с районами Завокзальным, Пионерским и Эльмашем.

## География и благоустройство
Северный промышленный микрорайон располагается в юго-западной части Железнодорожного района и в южной части Орджоникиздевского района. Бо́льшую часть жилого района составляет промышленная и заводская застройка.

## Транспорт
Непосредственно внутри жилого района проходит маршрут автобуса №20 и маршрутного такси №021. На проспекте Космонавтов, который пересекает микрорайон, транспорт представлен значительно шире: автобусом №33, трамваями №2, 5, 5а, 7, 8, 14, 16, 22, 25, троллейбусами №3, 5, 12, 17, маршрутными такси №059 и 063.